# عبد الله المولد
عبد الله عبد الرحمن المولد ، لاعب كرة قدم سعودي يلعب لنادي الانتصار.

## مسيرة اللاعب
لعب سابقاً في نادي الوحدة ونادي عفيف ونادي عرعر ونادي جدة ونادي الجندل ونادي الانتصار.

## روابط خارجية
- عبد الله المولد على موقع قاعدة بيانات كرة القدم.إي يو (الإنجليزية)
- عبد الله المولد على موقع Soccerway.com (الإنجليزية)